# Bildüberdeckung
Als Bildüberdeckung oder kurz Überdeckung wird in der Photogrammetrie der gemeinsame Bildbereich bezeichnet, der auf jeweils zwei benachbarten Messbildern dargestellt ist. Im Überdeckungsbereich kann eine genaue Vermessung des Geländes und gut erkennbarer Bildpunkte erfolgen.

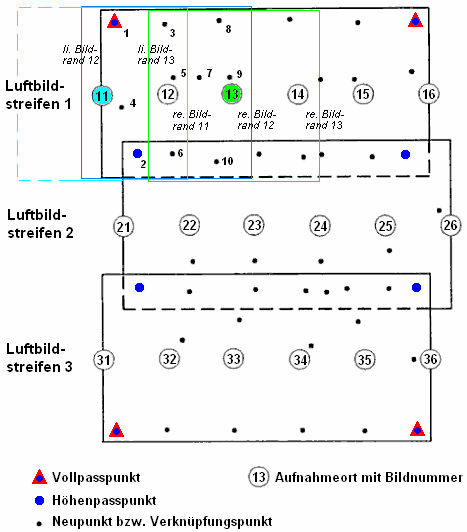
Bildverband einer Blockausgleichung; Längsüberdeckung ca. 60 %, quer zu den Bildstreifen ca. 20 %

Bei einem Bildflug für die Landkartenherstellung wird das Gelände schleifenförmig überflogen (siehe nebenstehendes Bild). Die dafür verwendeten, im Flugzeugboden montierten Reihenbildkameras haben Vorrichtungen zur automatischen Überdeckungsregelung, die mit einem nach unten gerichteten Navigationsteleskop oder mittels GPS erfolgt. Standard ist eine Längsüberdeckung von 60 Prozent (in Richtung der Flugstreifen) und eine Querüberdeckung von etwa 20 %. Eine genügende, aber nicht zu große Längsüberdeckung ist Voraussetzung für die Auswertung mittels Stereofotogrammetrie, die Querüberdeckung hingegen für die lückenlose Erfassung des Projektgebietes.
Im Überdeckungsbereich der Messbilder können die zu vermessenden Punkte auf jeweils zwei Bildern lokalisiert und ihre Position durch geometrische Schnittverfahren (analog dem Vorwärtsschnitt) bestimmt werden. Die Auswertung solcher Bildpaare erfolgt u. a. mittels Stereokomparator oder -Autograf. Bei der Blockausgleichung werden die Schnitte nicht paarweise, sondern in einem größeren Bildverband berechnet.
Außer für Bildflüge ist eine ausreichende Bildüberdeckung auch für die terrestrische Photogrammetrie (Erdbildmessung) notwendig, etwa bei fotografischen Aufnahmen für die Architektur- oder  Unfallphotogrammetrie. 